# Jipijapa
Jipijapa – miasto w zachodnim Ekwadorze, położone ok. 25 km Pacyfiku, w prowincji Manabí. Stolica kantonu Jipijapa. 

## Opis
Miasto zostało założone w 1565 roku. Obecnie Jipijapa jest ośrodkiem turystycznym i przemysłu spożywczego. Przez miasto przebiega droga krajowa E482 i 483. Patronem miasta jest św. Wawrzyniec z Rzymu.

## Linki zewnętrzne

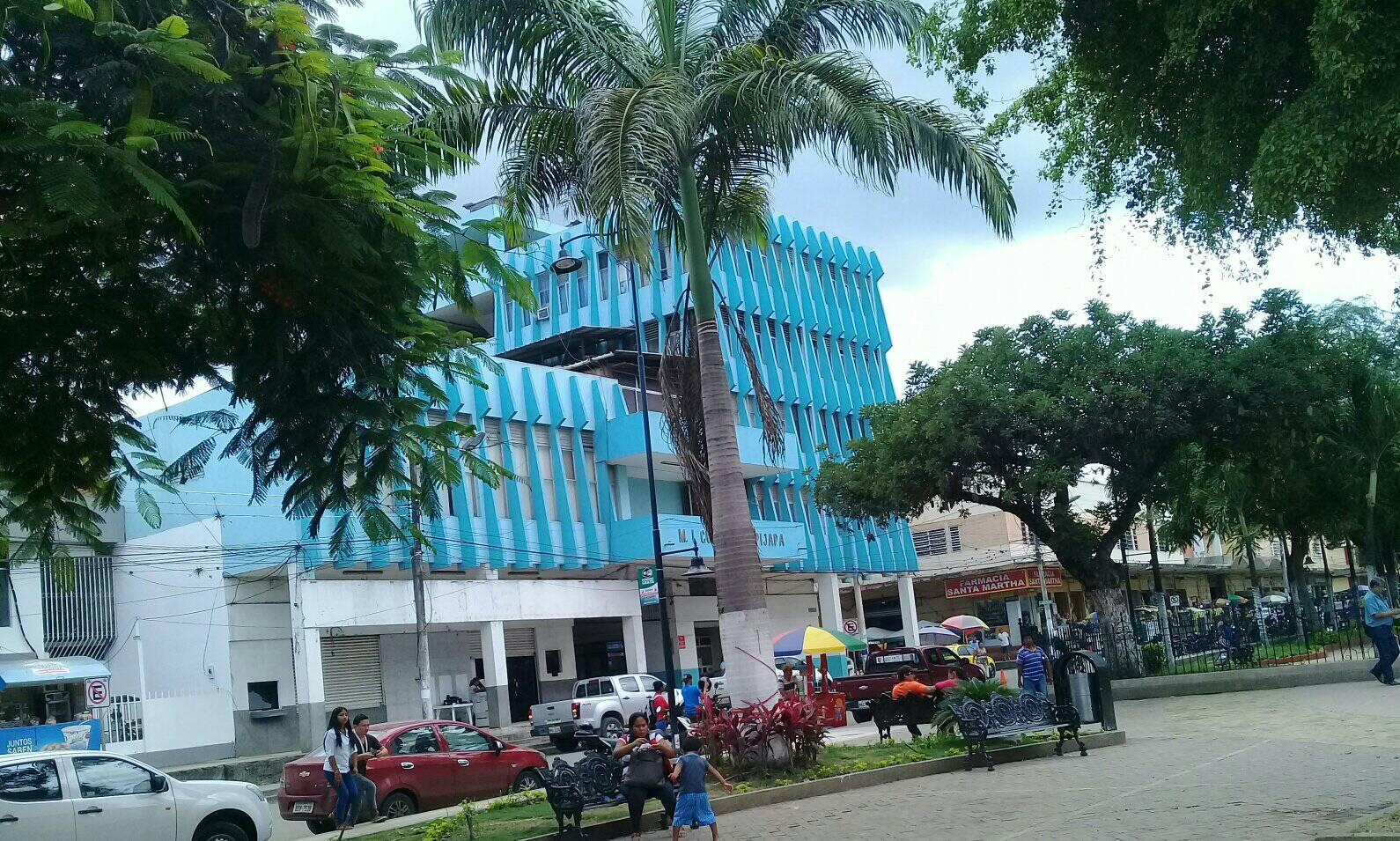
Siedziba Urzędu Miasta Jipijapa